# 對照組
对照组（英語：control group）是在需要进行对比的科学实验中，起辅助、对比作用，以突出并有力支持从實驗組所能得出结论的单组或多组实验。

## 应用范围
出现实验组和对照组的实验非常多，遍布科学的各个领域，其中以自然科学最多，社会科学中也有所出现。

## 意义
对照组一方面可以更加有力地证明某一事物形成的原因是实验者假定的，而不是其他的。比如证明“酶在加热到一定温度后会失活（即变性并失去应有作用）”时，如果不设置对照组，仅仅把酶加热到一定温度，并发现它失去了应有作用，是不能证明该命题的（因为，比如，我们可以认为失活不是加热引起的，而是存放时间过长等其他因素引起的），只有再增添一个对照组，将其中的相同的酶不加热，同时进行其他相同的实验操作，才能消除人们的这种合理疑虑，从而严谨地证明该命题。
另一方面，对照组可以证明某一事物的作用确实是实验者假定的，而不是其他甚至相反的。比如在证明“吸烟会增大得肺癌的几率”时，如果不设置对照组，仅仅通过调查得出“某地某些吸烟者中患肺癌的概率为百分之五”，是不能证明该命题的，必须再通过调查得出像“同一地区、同种职业的非吸烟者患肺癌的概率为百分之一”这样的一个结论，才能证明该命题的正确性。

## 注意事项
- 要尽可能消除无关变量，即让所有要形成对比的变量（称作“实验变量”）之外的变量都尽可能地减少。比如，在证明“吸烟会增大得肺癌的几率”的实验或者调查中，如果一个人群为吸烟的官员，另一个人群为不吸烟的核废料处理厂工人，那么这个实验显然是有问题的，因为这增加了职业（准确的讲，为核辐射的受照剂量）这个重要的无关变量。
- 对比要鲜明，易于观察。
- 要考虑实验中的种种现实因素之制约，要具有可行性。

## 举例

### 物理学
- 设计实验，证明变化的磁场可以生电。那么，需要做两组实验，第一组实验中磁场是变化的，第二组中磁场是恒定的，其中变化的磁场可以实验将电磁铁通、断电的方法，也可以使用挥舞永磁体的办法。在这个实验中，第一组为实验组，第二组为对照组。
- 设计实验，证明偏振片只能够允许一个方向的光通过。第一组实验中，将两块偏振片叠在一起，然后旋转之，观察光的明暗变化；第二组实验中，将一块偏振片和一块普通玻璃叠在一起，旋转之，观察光的明暗变化。其中，第一组为实验组，第二组为对照组。
- 电学实验中，实验者怀疑是因其中一个元件断路引起了故障，为了证明是不是这样，可以把被怀疑的元件拆下，然后依次换上几个不同的、具有相同功能的元件，看故障是否排除。其中，最初出现故障的状态为实验组，后者为对照组。

### 化学
- 设计实验证明在有酸作为反应物的复分解反应中，必须符合“强酸，弱酸”的原则，反应才能发生。我们在第一组实验中将盐酸和碳酸钠混合，在第二组实验中让醋酸和硫酸钠混合，看实验现象。其中，第一组为实验组，第二组为对照组。
- 设计实验证明：其他条件不变的情况下，化学反应已达平衡状态时，反应物浓度上升，化学平衡正向移动。第一次实验中，向达到平衡的化学反应体系（如溶液）中，加入反应物；第二次实验中加入与反应无关的物质（如果是气体，要注意保持各反应物分压不变），看实验现象。其中，第一次为实验组，第二次为对照

### 生物学
- 证明：酶在加热到一定温度后会失活（即变性并失去应有作用）。第一次像反应体系中加入加热后的酶；第二次加入没加热的，看反应现象。其中，第一次为实验组，第二次为对照组。
- 证明：吸烟会增大得肺癌的几率。我们可以选两群位于同一地区、职业类似人，一群人吸烟，一群人不吸烟，进行跟踪调查，样本容量要足够大。那么，其中那组吸烟的人为实验组，不吸烟的为对照组。

### 心理学
- 证明：人在受到肯定后会努力使自己变得更好。比如一位特别受到公众信任的心理学家进入一所学校，随机挑选几十名学生，并告知：他们是学校中最优秀的。十年后，对该校毕业生进行跟踪调查，发现被肯定过的学生在社会上综合来看普遍发展得比其他学生更好。在这个实验中，被肯定的学生是实验组，学校中其余学生为对照组。这证实了心里作用为学生带来的有益影响。